# Michael Petrolini
Michael Petrolini (Torino, 7 marzo 1992) è un regista, sceneggiatore e direttore della fotografia italiano, noto per i suoi documentari che esplorano tematiche sociali e identitarie.

## Biografia
Cresciuto a Parma, Michael si è diplomato al liceo socio-psico-pedagogico. Ha iniziato gli studi in Sociologia a Milano, ma dopo il primo anno ha deciso di interromperli per lavorare in California. Questa esperienza ha alimentato la sua passione per il viaggio, portandolo a esplorare i cinque continenti nel corso di sei anni.
Nel 2017 si è iscritto all’accademia di cinema Rosencrantz & Guildenstern di Bologna, dove si è diplomato nel novembre 2018.
Nel 2021 ha fondato la casa di produzione Raw Sight, con l’obiettivo di realizzare documentari che affrontano questioni sociali contemporanee.
Il suo primo documentario, Honeydew -The End of illegality, co-diretto con Marco Bergonzi, è stato selezionato a IDS Accademy nel 2020 , al Thessaloniki Pitching forum  dove ha vinto il premio MFI script, al Bio to B , e Cannes Docs all’interno del Marché du Films , con il supporto dei bandi regionali di Piemonte, Emilia Romagna e il bando Europeo. Il film è stato successivamente selezionato in concorso alla 65ª edizione del Festival dei Popoli, dove ha vinto il Premio di Distribuzione Imperdibili , al Thessaloniki International Film Festival e al Santa Barbara International Film Festival .
Nel 2020 si trasferisce a Bologna e durante la pandemia inizia il suo secondo documentario Rent Strike Bolognina, che ha ricevuto una menzione speciale al festival Visioni dal Mondo
Sempre nel 2020 inizia le riprese di Romina, documentario co-diretto con Valerio Lo Muzio, che ha ottenuto numerosi riconoscimenti, tra cui il Premio del Pubblico, il Premio DocPoint e una Menzione Speciale al Biografilm Festival.
Nel 2022 inizia le riprese del suo documentario Mater supportato dalla film Commission Emilia Romagna e selezionato al Milano Film Network , al Cedoc Market  in Polonia e alla Development Room di Bio to B  all’interno del Biografilm Festival.

## Filmografia

##### Regista
- Rent Strike Bolognina - documentario (2021)[16][17]
- Romina - documentario (2024)[18][19][20] [21]
- Honeydew - The End of Illegality - documentario (2024)[22][23][24]